# Mi a neved?
A Mi a neved? (君の名は。; Kimi no na va.; Hepburn: Kimi no na wa.; angol címén Your Name) 2016-ban bemutatott japán animációs sci-fi és fantasy film, amelyet Sinkai Makoto írt és rendezett, valamint a CoMix Wave Films készített és a Toho forgalmaz. Zenéjét a Radwimps szerezte, a szereplőket Tanaka Maszajosi tervezte.
A 2016-os Anime Expón debütált Los Angelesben 2016. július 3-án, ahol bejelentették, hogy az amerikai Funimation megvette a forgalmazás jogát. Japánban csak később, augusztus 26-án mutatták be. Magyarországi bemutatója 2017. december 2-án volt az Anilogue Nemzetközi Filmfesztiválon. Sinkai Makoto film inspirálta regénye 2016. június 18-án jelent meg.

## Cselekmény
A Történet elég bonyolult, hisz két szálon fut folyamatosan. Az egyik szál a 2013-ban Itomori városában élő Mitsuha életét mutatja be, aki családjával egy szentélyt vezet míg a másik szálon a 2016-ban Tokyo városában élő Taki életét mutatja be, aki építész pályára készül. Kettejük élete viszont egyszer csak „összefonódik” és egyik napról a másikra testet cserélnek. Ezek a test cserék mindig váltakozóak, vagyis egyik nap a másik, míg a másik nap a saját testükben ébrednek. Ez természetesen nagy galibákat okoz egymás életében, de végül nagyon közel kerülnek egymáshoz. Olyannyira, hogy Taki meglátogatja Mitsuhát, de miután odaér Itomori városához egy szörnyű látvány fogadja…

## Szereplők
- Kamiki Rjúnoszuke mint Tacsibana Taki (立花瀧; Hepburn: Taki Tachibana?)[4]
- Kamisiraisi Mone mint Mijamizu Micuha (宮水三葉; Hepburn: Mitsuha Miyamizu?)[4]
- Nagaszava Maszami mint Okudera Miki
- Icsihara Ecuko mint Micuha nagymamája
- Narita Rjó mint Tesigavara Kacuhiko
- Júki Aoi mint Natori Szajaka
- Simazaki Nobunaga mint Fudzsii Cukasza
- Isikava Kaito mint Takagi Sinta
- Tani Kanon mint Mijamizu Jocuha
- Teraszoma Maszaki mint Mijamizu Tosiki
- Óhara Szajaka mint Mijamizu Futaha
- Hanazava Kana mint Jukino Jukari

## Fogadtatás
A film nyitóhétvégéjén Japán legnézettebb filmje lett 930 millió jen bevétellel és 688 000 eladott jeggyel. A pénteki bemutatóval együtt összesen több mint 1,28 milliárd jen bevételt termelt.

## Fordítás
- Ez a szócikk részben vagy egészben  a   Your Name című angol Wikipédia-szócikk ezen változatának fordításán alapul.  Az eredeti cikk szerkesztőit annak laptörténete sorolja fel. Ez a jelzés csupán a megfogalmazás eredetét és a szerzői jogokat jelzi, nem szolgál a cikkben szereplő információk forrásmegjelöléseként.